# Youth for Human Rights International
Youth for Human Rights International (YHRI) è un'organizzazione senza scopo di lucro, con sede a Los Angeles. Fondata e ampiamente finanziata da scientologisti, ha come dichiarata missione quella di insegnare ai giovani il mondo dei diritti umani, aiutandoli così a diventare efficaci promotori della tolleranza e della pace".  
L'organizzazione promuove gli scritti di L. Ron Hubbard (fondatore di Scientology) in materia di diritti umani e la Dichiarazione universale dei diritti umani dell'ONU attraverso la sponsorizzazione di gare di saggi e arti, nonché fornendo materiali per studenti e guide di insegnamento per le scuole. 
Secondo la "chiesa" di Scientology, la Scientologista Mary Shuttleworth fondò l'organizzazione nell'agosto 2001 "in coordinamento coll'ufficio dei diritti umani della chiesa internazionale di Scientology". 
Il sito web di Scientology dichiara che nel 2004 l'organizzazione era attiva in più di 26 Paesi, tra i quali il Messico, gli Stati Uniti d'America e la Svezia.